# جي دبليو ماريوت طرابلس (فندق)

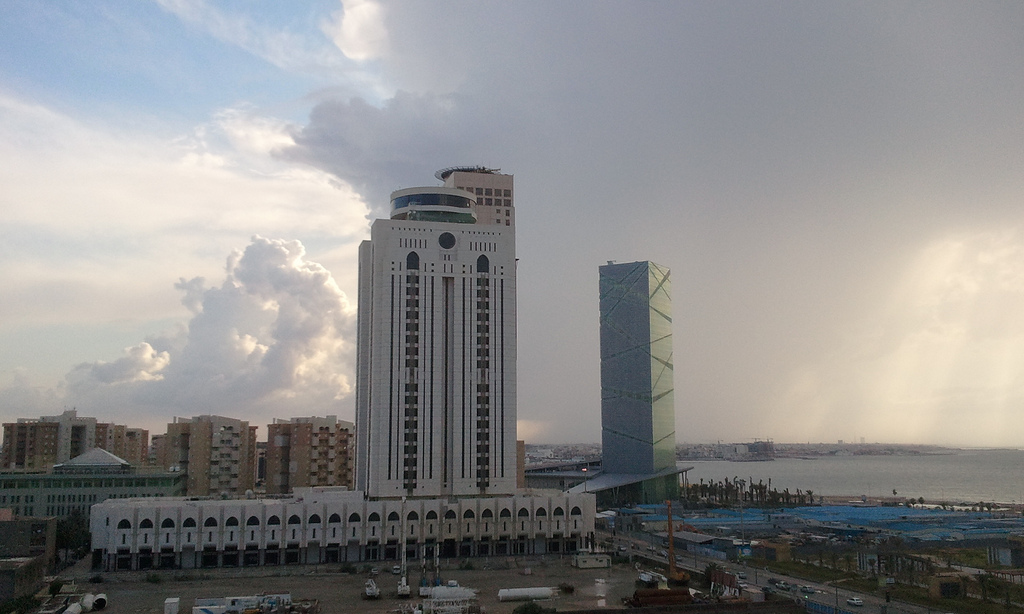
مبنى فندق جي دبليو طرابلس، الأول من جهة اليمين

جي دبليو ماريوت طرابلس هو أحد الفنادق الفاخرة التابعة لماريوت العالمية في العاصمة الليبية طرابلس، يعد مبنى هذا الفندق من معالم طرابلس الحديثة، ويرتفع إلى 36 طابق في منطقة الأعمال الحديثة وسط العاصمة، ويحوي 370 غرفة، المساحة الكلية للفندق تصل إلى 56.882 متر مربع، موزعة ما بين 40.280 فوق سطح الأرض، و16.602 متراً مربعاً تحت الأرض، أما فيما يتعلق بمساحة البناء فتصل إلى 5.078 متر مربع كانت من متوقع ان يفتتح عام 2011 وبسبب الثورة الليبية تعطل ومن متوقع ان افتتاحه 23 أغسطس 2013.